# Julius Lindberg
Jörgen Julius Lindberg (4 gennaio 1999) è un calciatore svedese, centrocampista o attaccante dell'Häcken.

## Carriera
All'età di sei anni Lindberg si è trasferito con la famiglia a Phuket, in Thailandia, dove ha vissuto per circa un anno. Successivamente la famiglia si è trasferita sul territorio del comune di Kungälv. Qui Lindberg ha iniziato a giocare a calcio nell'Ytterby IS. Tra il 2010 e il 2014 ha giocato nelle giovanili dell'IFK Göteborg, per poi andarsene dopo aver appreso che avrebbe avuto poco spazio a causa della bassa statura. Successivamente è passato al settore giovanile dell'IK Kongahälla, rimanendovi per due anni prima di tornare all'Ytterby IS.
Lindberg ha iniziato la sua carriera senior nel 2016 proprio con la maglia dell'Ytterby IS. Quell'anno la squadra militava in Division 3, il quinto livello del calcio svedese, ma la retrocessione giunta a fine stagione ha fatto sì che il club e il giocatore l'anno seguente disputassero la sesta serie.
Dalla stagione 2018 è stato un giocatore del Qviding FIF, società in cui è stato allenato da Robert Vilahamn il quale conosceva già Lindberg avendo anch'egli un passato all'Ytterby IS. Al suo primo anno in maglia color vinaccia, Lindberg è stato tra gli artefici della promozione dalla quinta alla quarta serie avendo segnato 13 reti in 14 presenze. L'anno seguente ha contribuito ad un'altra promozione, la seconda nel giro di due anni, con un rendimento di 17 gol in 25 partite.
Le sue prestazioni hanno attirato l'attenzione di un'altra squadra con sede a Göteborg, il GAIS, con cui ha firmato un contratto biennale nel dicembre 2019. In maglia neroverde ha debuttato dunque in Superettan, la seconda serie nazionale, chiudendo la sua prima stagione nel campionato cadetto con 6 reti e 2 assist in 24 match all'attivo. L'anno seguente ha collezionato 3 reti e 3 assist in un'annata che però ha visto il club retrocedere, a seguito del terzultimo posto nella Superettan 2021 e degli spareggi persi contro il Dalkurd. La risalita del GAIS è stata tuttavia immediata, avendo vinto la Ettan 2022 con il giocatore che nel frattempo ha segnato 6 reti in 29 partite. I suoi numeri tuttavia hanno fatto registrare un'impennata nel corso della Superettan 2023, culminata con la promozione del GAIS in Allsvenskan anche grazie agli 11 gol e 10 assist in 29 presenze da parte di Lindberg, il quale è stato inoltre proclamato giocatore dell'anno di quell'edizione del torneo.
Al termine della stagione 2023 è stato annunciato che il giocatore, in scadenza di contratto, dall'anno seguente sarebbe passato a parametro zero ad un'altra realtà cittadina, l'Häcken. In giallonero Lindberg ha affrontato per la prima volta la massima serie nazionale con 5 reti e 3 assist in 27 presenze nell'Allsvenskan 2024, inoltre nella stessa annata ha disputato le sue prime gare nelle coppe europee visti i 5 incontri di UEFA Conference League 2024-2025 all'attivo.

## Palmarès

### Club

#### Competizioni nazionali
- Coppa di Svezia: 1

Häcken: 2024-2025